# Dicoma bangueolensis
Dicoma bangueolensis là một loài thực vật có hoa trong họ Cúc. Loài này được Buscal. & Muschl. mô tả khoa học đầu tiên năm 1913.